# André Gardère
André Gardère   (Gérardmer, 8 de maig de 1913 - 5è districte de París, 16 de febrer de 1977) va ser un tirador d'esgrima francès, especialista en floret i sabre, que va competir durant la dècada de 1930. Era germà del també tirador d'esgrima Edward Gardère.
El 1936 va prendre part en els Jocs Olímpics de Berlín, on disputà tres proves del programa d'esgrima. Guanyà la medalla de plata en la prova del floret per equips, fou cinquè en la de sabre per equips i setè en la de floret individual.